# Cairn de cámaras de Unstan
Unstan (u Onstan, u Onston) es un cairn de cámaras neolítico situado a unos 3 km al noreste de Stromness en Mainland, Escocia. La tumba se construyó en un promontorio que se extiende en el lago de Stenness cerca del asentamiento de Howe. Unstan es notable por ser un híbrido atípico de los dos principales tipos de cairns de cámara encontrados en las Orcadas, y por ser el lugar donde se descubrió por primera vez un tipo de cerámica que ahora lleva el nombre de la tumba. El sitio está al cuidado del Entorno histórico de Escocia como un monumento planificado.

## Descripción
La tumba es un ejemplo particularmente bien conservado, y algo inusual, de un cairn con cámaras de Orkney-Cromarty. Las primeras versiones de este tipo de tumba se encuentran en Caithness, y por lo general constan de no más de cuatro compartimentos separados. En las Orcadas, las tumbas se volvieron cada vez más elaboradas; el número de compartimentos alcanzó un máximo de catorce en el Knowe de Ramsay en Rousay. Unstan es un ejemplo más modesto de la forma con cinco cámaras que flanquean un pasillo de 6,4 metros (21,0 pies) de longitud. Como la mayoría de las tumbas en las Orcadas, el techo original ha desaparecido, reemplazado por una moderna cúpula de hormigón que protege el sitio. Los muros restantes se elevan a una altura de casi 2 metros y consisten principalmente en delgadas losas apiladas de lajas locales que provienen de la piedra arenisca roja antigua del Old Red Sandstone
Unstan es un ejemplo atípico del cairn con cámaras de Orkney-Cromarty en varios aspectos. Primero, el túmulo funerario, que cubría la tumba es circular, 13 m de diámetro, en lugar de la forma oblonga o rectangular habitual. En segundo lugar, el túmulo es redondo porque la tumba contiene una cámara lateral, una característica más común en las tumbas de tipo Maeshowe. Tercero, la cámara principal no se abre al final del pasadizo, como en las típicas tumbas compartimentadas, sino a lo largo de un lado alargado. De nuevo, esto es más característico de las tumbas de Maeshowe. El túmulo está construido con dos o tres filas concéntricas de piedra.
La evidencia de las tumbas cercanas sugiere que estas, y Unstan, fueron construidas en algún momento entre el 3400 y 2800 AC.
Unstan también es notable porque el primer descubrimiento de un estilo distintivo de cerámica se hizo aquí en 1884. Estas vasijas son el tipo de ejemplos de lo que se conoce como cerámica Unstan. La cerámica Unstan consiste típicamente en elegantes cuencos poco profundos con una banda de patrones estriados debajo del borde, creados con una técnica conocida como "stab-and-drag". Una segunda versión consiste en cuencos sin decorar, de fondo redondo. Algunos de los cuencos tenían trozos de roca volcánica incluidos en la arcilla para hacerlos más fuertes. Después de la cocción, se utilizaban herramientas de hueso para pulir las superficies y hacerlas brillantes e impermeables. En la tumba se encontraron partes de veinte o treinta cuencos, muchos de ellos eran de cerámica Unstan. La mayoría de los cuencos estaban destrozados o incompletos; esto es común en los túmulosy sugiere que los recipientes fueron rotos intencionadamente para incluirlos con los muertos. Estos cuencos no eran de nueva creación para su uso en la tumba - habían tenido claramente un uso anterior - ya que algunos de los cuencos, por ejemplo, tenían impresiones de granos de cebada. Se encontraron varios fragmentos en un hueco poco profundo en el suelo de arcilla - un patrón que se ve en otras tumbas. Varias de las vasijas reconstruidas se encuentran en el Museo Nacional de Escocia.
Se encontraron restos humanos en Unstan: había dos esqueletos encogidos en la celda lateral, varios más en el compartimento principal, y varios huesos esparcidos por el resto de la tumba. También se encontraron huesos de animales y carbón.
Es posible que Unstan estuviera en uso hasta bien entrado el segundo milenio antes de Cristo; En la tumba se descubrió una punta de flecha que es característica de la cultura del vaso campaniforme que vivió desde el Neolítico tardío hasta la Edad del Bronce. Además, los enterramientos en posición encogida no se practicaban en el Neolítico.
La cúpula de hormigón actual data de la década de 1930.

## Toponimia
El segundo elemento del nombre, stan o ston, proviene de una versión particularmente típica de los pueblos indígenas de las Orcadas de la palabra nórdica stadr lo que significa un asentamiento agrícola.

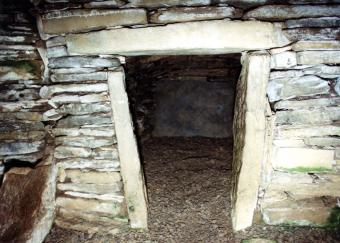
Entrada al pasillo principal del cairn de cámaras de Unstan.

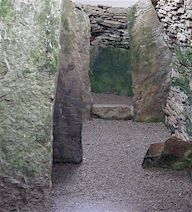
Pasaje principal, interior del cairn de cámaras de Unstan